# Rosie Boycott
Rosel Marie "Rosie" Boycott , née le 13 mai 1951, est une journaliste et féministe britannique.

## Parcours de journaliste
La fille du Major Charles Boycott et de Betty Le Sueur Boycott, Rose Marie "Rosie" Boycott est née à  Saint-Hélier, à Jersey. Elle étudie au Cheltenham Ladies' College et approfondit les mathématiques à l'Université du Kent. Après avoir travaillé brièvement pour le magazine Friends en 1971, elle cofonde le magazine féminin Spare Rib en 1971 avec Marsha Rowe. Deux ans plus tard, Marsha Rowe et elle participent à la direction de Virago Press, une maison d'édition favorisant la publication d’œuvres de femmes de lettres, avec Carmen Callil, qui a fondé cette société l'année précédente.
De 1992 à 1996, elle est rédactrice en chef de l'édition britannique du magazine de presse masculine Esquire. Elle dirige ensuite, de 1996 à 1990, The Independent et la publication sœur, The Independent on Sunday, de 1996 à 1998. À la tête de ce dernier en 1997, elle fait notamment campagne pour la dépénalisation de l'usage du  cannabis,. Elle s'occupe ensuite du Daily Express, de mai 1998 à janvier 2001,, mais est contrainte toutefois d'en laisser la direction à Chris Williams, après le rachat du titre par Richard Desmond.

## En dehors du journalisme
Rosie Boycott a présenté un programme de la  BBC Radio 4 : A Good Read. Elle a siégé dans plusieurs jurys de  prix littéraires, et a notamment présidé en 2001 le Women's Prize for Fiction. . Elle est administratrice du Hay Festival (festival littéraire et culturel), en Grande-Bretagne, et à Carthagène des Indes en Colombie. En mars 2002, elle a pris clairement ses distances par rapport au gouvernement du  New Labour, de Tony Blair et a annoncé son appui aux Libéraux Démocrates. 
Rosie Boycott a participé à plusieurs programmes d'échanges et d'informations sur l'alcoolisme, addiction dont elle a souffert, ce qui l'a conduit à des délits de conduite sous l'empire d'un état alcoolique], mettant en jeu sa responsabilité dans des accidents graves.
Le 5 août 2008, elle a été nommée présidente du London Food, une initiative du maire conservateur Boris Johnson pour promouvoir une alimentation plus saine auprès de ses administrés. En septembre 2007, Rosie Boycott apparaît dans la troisième série de Hell's Kitchen , et en juin 2009 dans une autre émission consacrée elle aussi à la cuisine, le Celebrity MasterChef.
Elle est créée pair à vie le 9 juillet 2018, avec le titre de baronne Boycott, et siège comme crossbencher.

## Publications
- Batty Bloomers and Boycott: A Little Etymology of Eponymous Words, New York, Peter Bedrick Books, 1983,  (ISBN 0-911745-12-2)
- The Fastest Diet, Londres, Sphere, 1984.  (ISBN 0-7221-1960-7)
- A Nice Girl Like Me: A Story of the Seventies, 1988,  (ISBN 0-330-30103-9)
- All for Love, London: Fontana, 1989,  (ISBN 0-00-617698-4)
- Our Farm: A Year in the Life of a Smallholding, Londres, Bloomsbury, 2007,  (ISBN 0-7475-8897-X)